# Smalt nattljus
Smalt nattljus (Oenothera perangusta) är en art i familjen dunörtsväxter. 